# Verzerrungstensor
Verzerrungstensoren sind dimensionslose Tensoren zweiter Stufe, die das Verhältnis von Momentankonfiguration zur Ausgangskonfiguration bei der Deformation von kontinuierlichen Körpern und damit Veränderung der gegenseitigen Lagebeziehungen der Materieelemente beschreiben. Diese Änderung (Deformation) der inneren Anordnung korrespondiert mit einer Änderung der äußeren Gestalt des Festkörpers und wird damit beispielsweise als Dehnung, Stauchung, Scherung usw. sichtbar. Die Verzerrungstensoren sind eine wesentliche Größe in der Beschreibung der Kinematik der Deformation. In der Kontinuumsmechanik werden eine Reihe von verschiedenen Verzerrungstensoren definiert, deren Benennung nicht einheitlich ist.
Die Verzerrungstensoren werden vor allem für die Formulierung von Materialmodellen, z. B. der Hyperelastizität, verwendet, die eine Relation zwischen den Spannungen im Material und seinen Deformationen herstellen. Solche Materialmodelle werden dazu benutzt, Verformungen von Körpern zu berechnen.

## Einleitung
In der Literatur ist eine Vielzahl von Verzerrungstensoren bekannt, die aus dem Deformationsgradienten gebildet werden. Für deren Definition werden die Verschiebungen
{\displaystyle {\vec {u}}({\vec {X}},t)={\vec {\chi }}({\vec {X}},t)-{\vec {X}}=\sum _{i=1}^{3}u_{i}{\vec {e}}_{i}={\begin{pmatrix}u({\vec {X}},t)\\v({\vec {X}},t)\\w({\vec {X}},t)\end{pmatrix}}}
als Differenzvektor zwischen der momentanen Lage {\displaystyle {\vec {x}}={\vec {\chi }}({\vec {X}},t)} eines Partikels und seiner Ausgangslage {\displaystyle {\vec {X}}=\sum _{i=1}^{3}X_{i}{\vec {e}}_{i}} eingeführt, mit {\displaystyle X_{i}} als den materiellen Koordinaten des Partikels bezüglich der Standardbasis. Der Verschiebungsgradient
{\displaystyle \mathbf {H} :=\operatorname {GRAD} ({\vec {u}}):=\sum _{i,j=1}^{3}{\frac {\mathrm {d} u_{i}}{\mathrm {d} X_{j}}}{\vec {e}}_{i}\otimes {\vec {e}}_{j}={\frac {\mathrm {d} {\vec {u}}}{\mathrm {d} {\vec {X}}}}}
ist dann die Ableitung des Verschiebungsvektors {\displaystyle {\vec {u}}} nach den materiellen Koordinaten {\displaystyle {\vec {X}}} und enthält die Ableitungen der Verschiebungen ui nach den Koordinaten Xj. Damit bekommt der Deformationsgradient die Form
{\displaystyle \mathbf {F} :={\frac {\mathrm {d} {\vec {\chi }}}{\mathrm {d} {\vec {X}}}}={\frac {\mathrm {d} }{\mathrm {d} {\vec {X}}}}({\vec {u}}+{\vec {X}})=\mathbf {H} +\mathbf {1} }
worin 1 der Einheitstensor ist. Zunächst lassen sich damit der rechte Cauchy-Green-Tensor
{\displaystyle \mathbf {C} :=\mathbf {F^{\top }\cdot F} }
bzgl. der Ausgangskonfiguration und der linke Cauchy-Green-Tensor
{\displaystyle \mathbf {b} :=\mathbf {F\cdot F^{\top }} }
bzgl. der Momentankonfiguration bilden. Diese beiden Strecktensoren sind symmetrisch und im Fall einer Nicht-Deformation gleich dem Einheitstensor.
Für ingenieurtechnische Anwendungen werden gewöhnlich allerdings Größen gewünscht, die bei Nicht-Deformation eine Null darstellen.
Dies führt auf Definitionen des Green-Lagrange-Verzerrungstensors
{\displaystyle \mathbf {E} :={\frac {1}{2}}(\mathbf {F^{\top }\cdot F-1} )}
oder des Euler-Almansi-Verzerrungstensors
{\displaystyle \mathbf {e} :={\frac {1}{2}}(\mathbf {1-(F\cdot F^{\top })} ^{-1})\,.}
Daneben existiert aber noch eine Vielzahl weiterer ähnlicher Definitionen, die jeweils ihre Berechtigung und Vorteile in verschiedenen Theorien besitzen, siehe unten. Dort erklärt sich auch der oben auftretende Faktor ½.

## Linearisierter Verzerrungstensor
Zur Beschreibung kleiner Verzerrungen wird in der technischen Mechanik üblicherweise der linearisierte Verzerrungstensor {\displaystyle {\boldsymbol {\varepsilon }}} verwendet. Dieser Verzerrungstensor wird auch Ingenieursdehnung genannt, denn bei vielen Anwendungen im technischen Bereich liegen kleine Dehnungen vor oder sie müssen aus sicherheitstechnischen Gründen klein gehalten werden. Der linearisierte Verzerrungstensor entsteht durch Linearisierung der Größen {\displaystyle \mathbf {E} } oder {\displaystyle \mathbf {e} \,.}
Hierzu wird die Definition des Deformationsgradienten in den Verzerrungstensor eingesetzt:
{\displaystyle \mathbf {E} ={\frac {1}{2}}{\Bigl [}\mathbf {F^{\top }\cdot F} -\mathbf {1} {\Bigr ]}={\frac {1}{2}}{\Bigl [}{\Bigl (}\mathbf {H+1} {\Bigr )}^{\top }\cdot {\Bigl (}\mathbf {H} +\mathbf {1} {\Bigr )}-\mathbf {1} {\Bigr ]}={\frac {1}{2}}{\Bigl [}\mathbf {H+H^{\top }} +\mathbf {H^{\top }\cdot H} {\Bigr ]}\,.}
Bei kleinen Verzerrungen kann der letzte Term vernachlässigt werden und so entsteht der linearisierte Verzerrungstensor
{\displaystyle {\boldsymbol {\varepsilon }}:={\frac {1}{2}}{\Bigl [}\mathbf {H+H^{\top }} {\Bigr ]}={\begin{pmatrix}\varepsilon _{xx}&\varepsilon _{xy}&\varepsilon _{xz}\\\varepsilon _{yx}&\varepsilon _{yy}&\varepsilon _{yz}\\\varepsilon _{zx}&\varepsilon _{zy}&\varepsilon _{zz}\end{pmatrix}},}
mit den Komponenten
{\displaystyle {\begin{matrix}&\varepsilon _{xx}={\frac {\partial u_{x}}{\partial X_{x}}},\;\varepsilon _{yy}={\frac {\partial u_{y}}{\partial X_{y}}},\;\varepsilon _{zz}={\frac {\partial u_{z}}{\partial X_{z}}},\;\varepsilon _{xy}=\varepsilon _{yx}={\frac {1}{2}}\left({\frac {\partial u_{x}}{\partial X_{y}}}+{\frac {\partial u_{y}}{\partial X_{x}}}\right),\\&\varepsilon _{yz}=\varepsilon _{zy}={\frac {1}{2}}\left({\frac {\partial u_{y}}{\partial X_{z}}}+{\frac {\partial u_{z}}{\partial X_{y}}}\right),\;\varepsilon _{zx}=\varepsilon _{xz}={\frac {1}{2}}\left({\frac {\partial u_{z}}{\partial X_{x}}}+{\frac {\partial u_{x}}{\partial X_{z}}}\right).\end{matrix}}}

### Zylinderkoordinaten
In Zylinderkoordinaten mit radialer Koordinate {\displaystyle \rho }, Azimut {\displaystyle \varphi } und Höhe {\displaystyle z} über der {\displaystyle \rho \varphi }-Ebene lauten der Verzerrungstensor
{\displaystyle {\begin{aligned}\varepsilon _{\rho \rho }=&{\frac {\partial u_{\rho }}{\partial \rho }}\qquad \varepsilon _{\varphi \varphi }={\frac {1}{\rho }}\left(u_{\rho }+{\frac {\partial u_{\varphi }}{\partial \varphi }}\right)\qquad \varepsilon _{zz}={\frac {\partial u_{z}}{\partial z}}\\\varepsilon _{\rho \varphi }=&{\frac {1}{2}}\left({\frac {1}{\rho }}{\frac {\partial u_{\rho }}{\partial \varphi }}+{\frac {\partial u_{\varphi }}{\partial \rho }}-{\frac {u_{\varphi }}{\rho }}\right)\\\varepsilon _{\varphi z}=&{\frac {1}{2}}\left({\frac {\partial u_{\varphi }}{\partial z}}+{\frac {1}{\rho }}{\frac {\partial u_{z}}{\partial \varphi }}\right)\\\varepsilon _{\rho z}=&{\frac {1}{2}}\left({\frac {\partial u_{\rho }}{\partial z}}+{\frac {\partial u_{z}}{\partial \rho }}\right)\end{aligned}}}

### Kugelkoordinaten
In Kugelkoordinaten mit Abstand {\displaystyle r} vom Ursprung, Zenitwinkel {\displaystyle \vartheta } und Azimut {\displaystyle \varphi } lauten der Verzerrungstensor
{\displaystyle {\begin{aligned}\varepsilon _{rr}=&{\frac {\partial u_{r}}{\partial r}}\qquad \varepsilon _{\vartheta \vartheta }={\frac {1}{r}}\left(u_{r}+{\frac {\partial u_{\vartheta }}{\partial \vartheta }}\right)\\\varepsilon _{\varphi \varphi }=&{\frac {1}{r\sin \vartheta }}\left({\frac {\partial u_{\varphi }}{\partial \varphi }}+\sin \vartheta \,u_{r}+\cos \vartheta \,u_{\vartheta }\right)={\frac {1}{r\sin \vartheta }}{\frac {\partial u_{\varphi }}{\partial \varphi }}+{\frac {u_{\vartheta }}{r}}\cot \vartheta +{\frac {u_{r}}{r}}\\\varepsilon _{r\vartheta }=&{\frac {1}{2}}\left({\frac {1}{r}}{\frac {\partial u_{r}}{\partial \vartheta }}+{\frac {\partial u_{\vartheta }}{\partial r}}-{\frac {u_{\vartheta }}{r}}\right)\\\varepsilon _{\vartheta \varphi }=&{\frac {1}{2r}}\left({\frac {1}{\sin \vartheta }}{\frac {\partial u_{\vartheta }}{\partial \varphi }}+{\frac {\partial u_{\varphi }}{\partial \vartheta }}-\cot \vartheta \;u_{\varphi }\right)\\\varepsilon _{r\varphi }=&{\frac {1}{2}}\left({\frac {1}{r\sin \vartheta }}{\frac {\partial u_{r}}{\partial \varphi }}+{\frac {\partial u_{\varphi }}{\partial r}}-{\frac {u_{\varphi }}{r}}\right)\end{aligned}}}
mit den Winkelfunktionen Sinus sin und Kotangens cot.

## Allgemeine Definition
Ein Tensor E ist ein geeignetes Verzerrungsmaß, wenn er drei Forderungen genügt:
1. E verschwindet bei Starrkörperbewegungen (Verschiebung und/oder Drehung ohne Formänderung)
2. E ist eine monotone, stetige und stetig differenzierbare Funktion des Verschiebungsgradienten H und
3. E geht bei kleinen Verzerrungen in den linearisierten Verzerrungstensor ε über.

Die Polarzerlegung des Deformationsgradienten F = R · U = v · R spaltet die Verformung lokal in eine reine Drehung, vermittelt durch den orthogonalen Rotationstensor R (mit R · RT und der Determinante det(R) = 1), und eine reine Streckung, vermittelt durch die symmetrischen positiv definiten rechten bzw. linken Strecktensoren U bzw. v. Letztere dienen der Definition einer Vielzahl von Verzerrungstensoren.
In seiner natürlichen Darstellung in konvektiven Koordinaten ist der rechte Strecktensor U kovariant und der linke Strecktensor v kontravariant. Diese Eigenschaft überträgt sich auf die mit ihnen gebildeten Verzerrungstensoren. Durch Invertierung werden kovariante Tensoren kontravariant und umgekehrt.

### Seth-Hill-Familie von Verzerrungstensoren
Die Verzerrungstensoren
{\displaystyle \mathbf {E} _{(m)}={\frac {1}{2m}}(\mathbf {U} ^{2m}-\mathbf {1} )={\frac {1}{2m}}(\mathbf {C} ^{m}-\mathbf {1} )}
und
{\displaystyle \mathbf {e} _{(m)}={\frac {1}{2m}}(\mathbf {v} ^{2m}-\mathbf {1} )={\frac {1}{2m}}(\mathbf {b} ^{m}-\mathbf {1} )\,,}
die sich für verschiedene Werte des Parameters {\displaystyle m} ergeben, genügen den Bedingungen der allgemeinen Definition. Die einigen gebräuchlichen Werten von {\displaystyle m} entsprechenden Tensoren führt die folgende Tabelle auf:
| m  | Verzerrungstensor | {\displaystyle \nabla \Delta } | Namen                                                                              |
| -- | --- | ------------------------------ | ---------------------------------------------------------------------------------- |
| 1  | {\displaystyle \mathbf {E} _{(1)}={\frac {1}{2}}(\mathbf {U} ^{2}-\mathbf {1} )={\frac {1}{2}}(\mathbf {C-1} )}                   | {\displaystyle \Delta }        | Green-Lagrange-Verzerrungstensor, Green- oder St.-Venant-Dehnungen                 |
| ½  | {\displaystyle \mathbf {E} _{(1/2)}=\mathbf {U} -\mathbf {1} ={\sqrt {\mathbf {C} }}-\mathbf {1} }                                | {\displaystyle \Delta }        | Biot-Verzerrungstensor, Materieller Biot-, Cauchy- oder Swainger-Verzerrungstensor |
| 0  | {\displaystyle \mathbf {E} _{(0)}=\ln(\mathbf {U} )={\frac {1}{2}}\ln(\mathbf {C} )}                                              | {\displaystyle \Delta }        | Hencky-Dehnungen, materielle logarithmische Dehnungen                              |
| −1 | {\displaystyle \mathbf {E} _{(-1)}={\frac {1}{2}}(\mathbf {1} -\mathbf {U} ^{-2})={\frac {1}{2}}(\mathbf {1} -\mathbf {C} ^{-1})} | {\displaystyle \nabla }        | negativer Piola-Verzerrungstensor, Lagrange-Karni-Reiner-Verzerrungstensor         |

Die hier benutzten Namen stehen jeweils kursiv hervorgehoben an erster Stelle. In der räumlichen Beschreibung ergeben sich die Entsprechungen:
| m  | Verzerrungstensor | {\displaystyle \nabla \Delta } | Namen                                                                    |
| -- | --- | ------------------------------ | ------------------------------------------------------------------------ |
| 1  | {\displaystyle \mathbf {e} _{(1)}={\frac {1}{2}}(\mathbf {v} ^{2}-\mathbf {1} )={\frac {1}{2}}(\mathbf {b} -\mathbf {1} )} | {\displaystyle \nabla }        | negativer Finger-Tensor, Euler-Karni-Reiner-Verzerrungstensor            |
| 0  | {\displaystyle \mathbf {e} _{(0)}=\ln(\mathbf {v} )={\frac {1}{2}}\ln(\mathbf {b} )}                                       | {\displaystyle \nabla }        | Räumliche Hencky-Dehnungen, räumliche logarithmische Dehnungen           |
| -½ | {\displaystyle \mathbf {e} _{(-1/2)}=\mathbf {1-v} ^{-1}=\mathbf {1} -{\sqrt {\mathbf {b} }}^{\,-1}}                       | {\displaystyle \Delta }        | Swainger-Verzerrungstensor, räumlicher Biot-Verzerrungstensor            |
| −1 | {\displaystyle \mathbf {e} _{(-1)}={\frac {1}{2}}(\mathbf {1-v} ^{-2})={\frac {1}{2}}(\mathbf {1-b} ^{-1})}                | {\displaystyle \Delta }        | Euler-Almansi-Verzerrungstensor, Almansis- oder Hamels-Verzerrungstensor |

In den Tabellen bedeutet „{\displaystyle \Delta }“ Kovarianz und „{\displaystyle \nabla }“ Kontravarianz. Der Funktionswert eines Tensors (z. B. {\displaystyle {\sqrt {\mathbf {C} }}\,,\;\ln(\mathbf {C} )}) berechnet sich durch Hauptachsentransformation, Bildung der Funktionswerte der Diagonalelemente und Rücktransformation.

## Beschreibung einiger Verzerrungstensoren
Weil die Verzerrungstensoren der Seth-Hill-Familie bei kleinen Verzerrungen in den linearisierten Verzerrungstensor übergehen, trifft das hier gesagte bei kleinen Verzerrungen auch auf den linearisierten Verzerrungstensor zu.

### Der Green-Lagrange-Verzerrungstensor

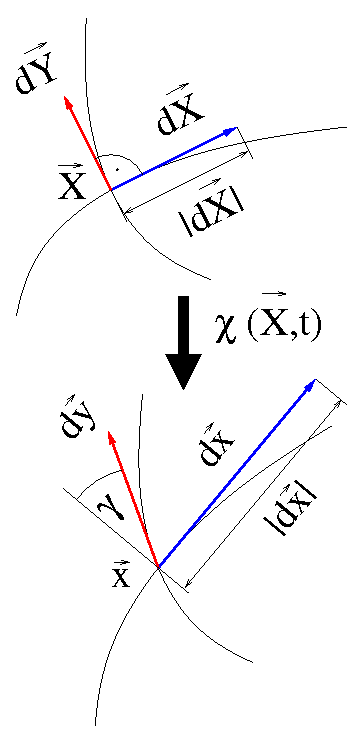
Streckung und Scherung der Tangenten (rot und blau) an materielle Linien (schwarz) im Zuge einer Deformation

Der Green-Lagrange-Verzerrungstensor ist aus dem Vergleich zweier materieller Linienelemente {\displaystyle \mathrm {d} {\vec {X}}} und {\displaystyle \mathrm {d} {\vec {Y}}} im Punkt {\displaystyle {\vec {X}}} motiviert, siehe Abbildung rechts:
{\displaystyle \mathrm {d} {\vec {x}}\cdot \mathrm {d} {\vec {y}}-\mathrm {d} {\vec {X}}\cdot \mathrm {d} {\vec {Y}}=(\mathbf {F} \cdot \mathrm {d} {\vec {X}})\cdot (\mathbf {F} \cdot \mathrm {d} {\vec {Y}})-\mathrm {d} {\vec {X}}\cdot \mathrm {d} {\vec {Y}}=2\mathrm {d} {\vec {X}}\cdot \mathbf {E} \cdot \mathrm {d} {\vec {Y}}\,.}
In einer Richtung {\displaystyle {\vec {e}}_{1}={\tfrac {\mathrm {d} {\vec {X}}}{|\mathrm {d} {\vec {X}}|}}} ergibt sich über
{\displaystyle {\begin{aligned}\mathrm {d} {\vec {x}}\cdot \mathrm {d} {\vec {x}}=&2\mathrm {d} {\vec {X}}\cdot \mathbf {E} \cdot \mathrm {d} {\vec {X}}+\mathrm {d} {\vec {X}}\cdot \mathrm {d} {\vec {X}}=(2{\vec {e}}_{1}\cdot \mathbf {E} \cdot {\vec {e}}_{1}+1)(\mathrm {d} {\vec {X}}\cdot \mathrm {d} {\vec {X}})\\\rightarrow \quad |\mathrm {d} {\vec {x}}|=&{\sqrt {2{\vec {e}}_{1}\cdot \mathbf {E} \cdot {\vec {e}}_{1}+1}}\;|\mathrm {d} {\vec {X}}|\end{aligned}}}
die Dehnung:
{\displaystyle \varepsilon :={\frac {|\mathrm {d} {\vec {x}}|-|\mathrm {d} {\vec {X}}|}{|\mathrm {d} {\vec {X}}|}}={\sqrt {1+2{\vec {e}}_{1}\cdot \mathbf {E} \cdot {\vec {e}}_{1}}}-1}
Wenn in der Ausgangskonfiguration {\displaystyle \mathrm {d} {\vec {X}}\cdot \mathrm {d} {\vec {Y}}=0} ist, berechnet sich:
{\displaystyle {\begin{aligned}\mathrm {d} {\vec {x}}\cdot \mathrm {d} {\vec {y}}=&2\mathrm {d} {\vec {X}}\cdot \mathbf {E} \cdot \mathrm {d} {\vec {Y}}\\{\frac {\mathrm {d} {\vec {x}}\cdot \mathrm {d} {\vec {y}}}{|\mathrm {d} {\vec {x}}||\mathrm {d} {\vec {y}}|}}=&{\frac {2\mathrm {d} {\vec {X}}\cdot \mathbf {E} \cdot \mathrm {d} {\vec {Y}}}{|\mathrm {d} {\vec {x}}||\mathrm {d} {\vec {y}}|}}={\frac {2\mathrm {d} {\vec {X}}\cdot \mathbf {E} \cdot \mathrm {d} {\vec {Y}}}{{\sqrt {2{\vec {e}}_{1}\cdot \mathbf {E} \cdot {\vec {e}}_{1}+1}}\;|\mathrm {d} {\vec {X}}|\;{\sqrt {2{\vec {e}}_{2}\cdot \mathbf {E} \cdot {\vec {e}}_{2}+1}}\;|\mathrm {d} {\vec {Y}}|}}\end{aligned}}}
Mit {\displaystyle {\vec {e}}_{2}={\tfrac {\mathrm {d} {\vec {Y}}}{|\mathrm {d} {\vec {Y}}|}}} resultiert für die Scherung γ dann:
{\displaystyle \sin(\gamma ):={\frac {\mathrm {d} {\vec {x}}\cdot \mathrm {d} {\vec {y}}}{|\mathrm {d} {\vec {x}}||\mathrm {d} {\vec {y}}|}}={\frac {2{\vec {e}}_{1}\cdot \mathbf {E} \cdot {\vec {e}}_{2}}{{\sqrt {1+2{\vec {e}}_{1}\cdot \mathbf {E} \cdot {\vec {e}}_{1}}}{\sqrt {1+2{\vec {e}}_{2}\cdot \mathbf {E} \cdot {\vec {e}}_{2}}}}}}

### Der Euler-Almansi-Verzerrungstensor
Der Euler-Almansi-Verzerrungstensor
{\displaystyle \mathbf {e} ={\frac {1}{2}}(\mathbf {1} -\mathbf {F} ^{\top -1}\cdot \mathbf {F} ^{-1})}
kann analog zum Green-Lagrange-Verzerrungstensor aus dem Vergleich zweier materieller Linienelemente {\displaystyle \mathrm {d} {\vec {x}}} und {\displaystyle \mathrm {d} {\vec {y}}} im Punkt {\displaystyle {\vec {x}}} motiviert werden:
{\displaystyle \mathrm {d} {\vec {x}}\cdot \mathrm {d} {\vec {y}}-\mathrm {d} {\vec {X}}\cdot \mathrm {d} {\vec {Y}}=\mathrm {d} {\vec {x}}\cdot \mathrm {d} {\vec {y}}-(\mathbf {F} ^{-1}\cdot \mathrm {d} {\vec {x}})\cdot (\mathbf {F} ^{-1}\cdot \mathrm {d} {\vec {y}})=2\mathrm {d} {\vec {x}}\cdot \mathbf {e} \cdot \mathrm {d} {\vec {y}}\,.}
Für die Dehnung {\displaystyle \varepsilon } in eine Richtung {\displaystyle {\vec {e}}_{1}} ergibt sich dann:
{\displaystyle \varepsilon ={\frac {1}{\sqrt {1-2{\vec {e}}_{1}\cdot \mathbf {e} \cdot {\vec {e}}_{1}}}}-1} mit {\displaystyle {\vec {e}}_{1}={\tfrac {\mathrm {d} {\vec {x}}}{|\mathrm {d} {\vec {x}}|}}\,.}

### Der Hencky-Verzerrungstensor
Der Hencky-Verzerrungstensor wird über die Hauptachsentransformation des rechten Strecktensors {\displaystyle \mathbf {U} } berechnet. Weil dieser symmetrisch und positiv definit ist, lautet seine spektrale Zerlegung
{\displaystyle \mathbf {U} =\sum _{i=1}^{3}\lambda _{i}{\hat {v}}_{i}\otimes {\hat {v}}_{i}}
wobei λi die sämtlich positiven Eigenwerte und {\displaystyle {\hat {v}}_{i}} die auf eins normierten und paarweise orthogonalen Eigenvektoren von {\displaystyle \mathbf {U} } sind. Dann berechnet sich der Hencky-Verzerrungstensor aus
{\displaystyle \mathbf {E} _{H}:=\ln(\mathbf {U} ):=\sum _{i=1}^{3}\ln(\lambda _{i}){\hat {v}}_{i}\otimes {\hat {v}}_{i}\,.}
Seine Spur ist wegen
{\displaystyle \operatorname {Sp} (\mathbf {E} _{H})=\sum _{i=1}^{3}\ln(\lambda _{i}){\hat {v}}_{i}\cdot {\hat {v}}_{i}=\ln(\lambda _{1}\lambda _{2}\lambda _{3})=\ln(\operatorname {det} (\mathbf {U} ))=\ln(\operatorname {det} (\mathbf {F} ))}
ein Maß für die Kompression am Ort. Bei kleinen Verzerrungen ist
{\displaystyle \ln(\operatorname {det} (\mathbf {F} ))\approx \operatorname {Sp} (\mathbf {H} )=\operatorname {Sp} ({\boldsymbol {\varepsilon }})}
weswegen dann die Spur des Verschiebungsgradienten oder des linearisierten Verzerrungstensors diese Rolle übernimmt.

### Der Piola- und Finger-Verzerrungstensor

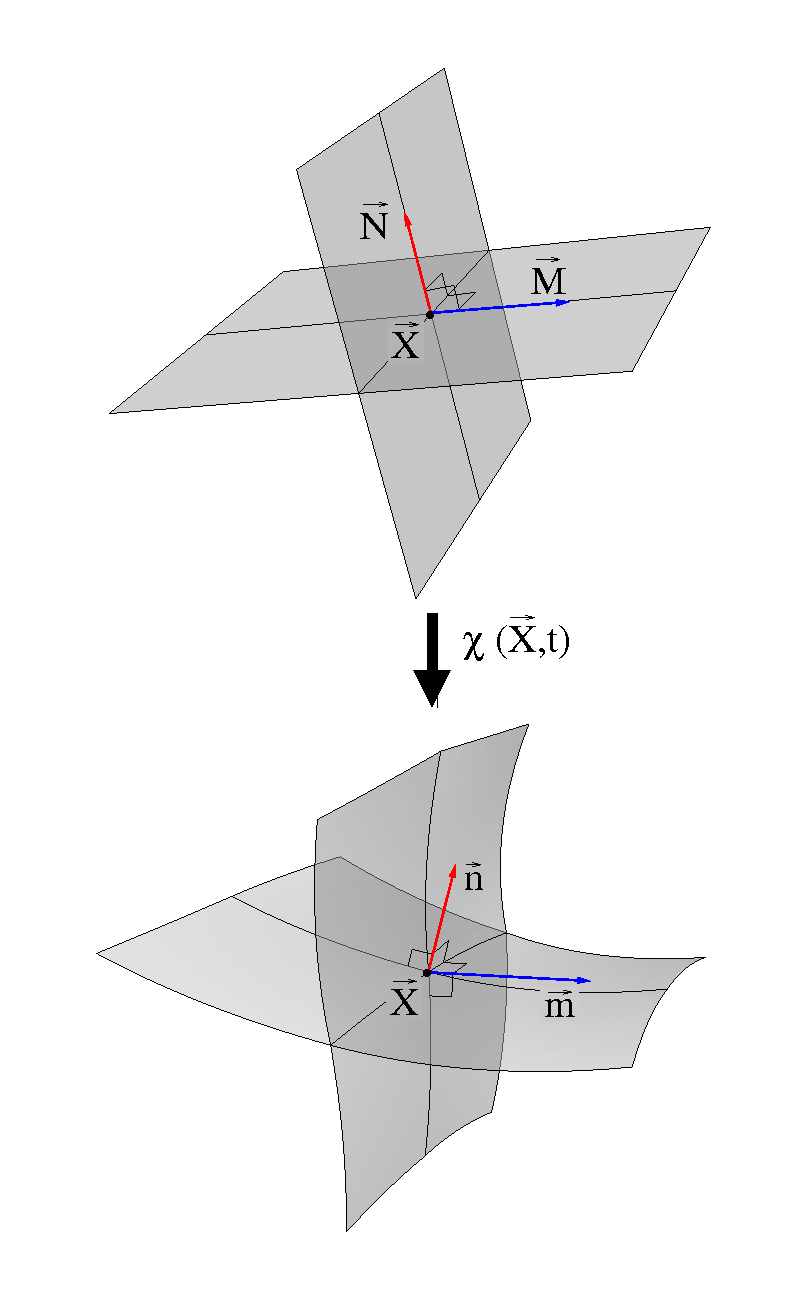
Streckung und Scherung der Normalen (rot und blau) an materielle Flächen (grau) im Zuge einer Deformation

Der Piola-Verzerrungstensor {\displaystyle \mathbf {E} _{P}=-\mathbf {E} _{(-1)}} ist aus dem Vergleich der Normalenvektoren {\displaystyle {\vec {N}}} an materielle Flächen motiviert. Eine Familie von Flächen kann durch eine skalare Funktion
{\displaystyle \Phi ({\vec {X}},t)=C}
und einen Flächenparameter {\displaystyle C} definiert werden. Die Normalenvektoren an diese Flächen sind die Gradienten
{\displaystyle {\vec {N}}:=\operatorname {GRAD} (\Phi )=\sum _{i=1}^{3}{\frac {\mathrm {d} \Phi }{\mathrm {d} X_{i}}}{\vec {e}}_{i}\,.}
Im Zuge einer Deformation wird daraus
{\displaystyle {\begin{aligned}{\vec {n}}=&\operatorname {grad} (\Phi )=\sum _{i=1}^{3}{\frac {\mathrm {d} \Phi }{\mathrm {d} x_{i}}}{\vec {e}}_{i}=\sum _{i,j=1}^{3}{\frac {\mathrm {d} \Phi }{\mathrm {d} X_{j}}}{\frac {\mathrm {d} X_{j}}{\mathrm {d} x_{i}}}{\vec {e}}_{i}\\=&\sum _{i,j=1}^{3}{\frac {\mathrm {d} X_{j}}{\mathrm {d} x_{i}}}{\vec {e}}_{i}\otimes {\vec {e}}_{j}\cdot {\frac {\mathrm {d} \Phi }{\mathrm {d} X_{k}}}{\vec {e}}_{k}=\mathbf {F} ^{\top -1}\cdot {\vec {N}}.\end{aligned}}}
Mit einer anderen skalaren Funktion {\displaystyle \Psi ({\vec {X}},t)} kann eine andere Familie von Flächen definiert werden, deren Normalenvektoren {\displaystyle {\vec {M}}} bzw. {\displaystyle {\vec {m}}} über
{\displaystyle {\vec {m}}=\mathbf {F} ^{\top -1}\cdot {\vec {M}}}
in Beziehung stehen. Der Vergleich der Skalarprodukte der Normalenvektoren in der deformierten und undeformierten Lage in einem materiellen Punkt {\displaystyle {\vec {X}}} führt auf den Piola-Verzerrungstensor
{\displaystyle {\begin{aligned}{\vec {m}}\cdot {\vec {n}}-{\vec {M}}\cdot {\vec {N}}=&(\mathbf {F} ^{\top -1}\cdot {\vec {M}})\cdot (\mathbf {F} ^{\top -1}\cdot {\vec {N}})-{\vec {M}}\cdot {\vec {N}}\\=&2{\vec {M}}\cdot {\frac {1}{2}}(\mathbf {F} ^{-1}\cdot \mathbf {F} ^{\top -1}-\mathbf {1} )\cdot {\vec {N}}=2{\vec {M}}\cdot \mathbf {E} _{P}\cdot {\vec {N}}\,,\end{aligned}}}
der also ein Maß für die Deformationen der materiellen Flächen ist. Der Piola-Verzerrungstensor operiert in der Ausgangskonfiguration.
Sein Gegenstück in der Momentankonfiguration ist der Finger-Tensor
{\displaystyle \mathbf {e} _{F}:={\frac {1}{2}}(\mathbf {1} -\mathbf {F\cdot F} ^{\top })={\frac {1}{2}}(\mathbf {1} -\mathbf {b} )}
für den
{\displaystyle {\begin{aligned}{\vec {m}}\cdot {\vec {n}}-{\vec {M}}\cdot {\vec {N}}=&{\vec {m}}\cdot {\vec {n}}-(\mathbf {F} ^{\top }\cdot {\vec {m}})\cdot (\mathbf {F} ^{\top }\cdot {\vec {n}})\\=&2{\vec {m}}\cdot {\frac {1}{2}}(\mathbf {1-F\cdot F} ^{\top })\cdot {\vec {n}}=2{\vec {m}}\cdot \mathbf {e} _{F}\cdot {\vec {n}}\,.\end{aligned}}}
abgeleitet werden kann.

## Verzerrungsgeschwindigkeiten
Alle realen Materialien sind mehr oder weniger ratenabhängig, das heißt ihr Widerstand gegen eine Deformation hängt davon ab, mit welcher Geschwindigkeit diese Deformation herbeigeführt wird. Für die Beschreibung eines solchen Zusammenhangs werden Verzerrungsgeschwindigkeiten benutzt. Das Materialverhalten ist beobachterinvariant, die meisten Zeitableitungen der Verzerrungen jedoch nicht. Es wurden aber eine Reihe von Verzerrungsgeschwindigkeiten definiert, die beobachterinvariant sind.
Der rechte Strecktensor {\displaystyle \mathbf {U} } ist körperbezogen objektiv, was bedeutet, dass er von einem Wechsel des Bezugssystems unbeeinflusst ist. Gleiches gilt auch für seine materielle Zeitableitung {\displaystyle {\dot {\mathbf {U} }}\,.} Dementsprechend sind auch alle aus dieser Zeitableitung gebildeten Verzerrungsgeschwindigkeiten, z. B.
{\displaystyle {\dot {\mathbf {E} }}={\frac {1}{2}}({\dot {\mathbf {U} }}\cdot \mathbf {U} +\mathbf {U} \cdot {\dot {\mathbf {U} }})\,,}
körperbezogen objektiv.
In der räumlichen Beschreibung kann nachgewiesen werden, dass der linke Strecktensor {\displaystyle \mathbf {v} } objektiv ist, seine Rate {\displaystyle {\dot {\mathbf {v} }}} jedoch nicht. Für die Formulierung objektiver Raten der räumlichen Verzerrungstensoren wird der räumliche Geschwindigkeitsgradient
{\displaystyle \mathbf {l} ={\dot {\mathbf {F} }}\cdot \mathbf {F} ^{-1}=\mathbf {d+w} }
definiert, dessen symmetrischer Anteil
{\displaystyle \mathbf {d} :={\frac {1}{2}}(\mathbf {l+l} ^{\top })}
räumlicher Verzerrungsgeschwindigkeitstensor und dessen unsymmetrischer Anteil
{\displaystyle \mathbf {w} :={\frac {1}{2}}(\mathbf {l-l} ^{\top })}
Spin- oder Wirbeltensor heißt. Dann lautet die (objektive) kovariante Oldroyd-Ableitung eines Tensors {\displaystyle \mathbf {a} }:
{\displaystyle {\stackrel {\Delta }{\mathbf {a} }}:={\dot {\mathbf {a} }}+\mathbf {a\cdot l+l^{\top }\cdot a} \,.}
Für den Euler-Almansi-Tensor e gilt insbesondere
{\displaystyle {\stackrel {\Delta }{\mathbf {e} }}=\mathbf {d} =\mathbf {F} ^{\top -1}\cdot {\dot {\mathbf {E} }}\cdot \mathbf {F} ^{-1}\,.}
Die kontravariante Oldroyd-Ableitung eines Tensors {\displaystyle \mathbf {a} } ist definiert als:
{\displaystyle {\stackrel {\nabla }{\mathbf {a} }}:={\dot {\mathbf {a} }}-\mathbf {l\cdot a-a\cdot l} ^{\top }\,.}
Die Raten der kovarianten Tensoren werden üblicherweise mit der kovarianten Oldroyd-Ableitung gebildet und die der kontravarianten Tensoren mit der kontravarianten Oldroyd-Ableitung. Die Zaremba-Jaumann-Rate eines Tensors {\displaystyle \mathbf {a} } ist ebenfalls objektiv und definiert als:
{\displaystyle {\stackrel {\circ }{\mathbf {a} }}:={\dot {\mathbf {a} }}+\mathbf {a\cdot w-w\cdot a} \,.}